# Завадівська сільська рада (Монастириський район)
Зава́дівська сільська́ ра́да — адміністративно-територіальна одиниця та орган місцевого самоврядування в Монастириському районі Тернопільської області. Адміністративний центр — село Завадівка.

## Загальні відомості
Завадівська сільська рада утворена в 1940 році.
- Територія ради: 6,106 км²
- Населення ради: 1 069 осіб (станом на 2001 рік)
- Територією ради протікає річка Золота Липа
- На території сільської ради працює Завадівська ЗОШ І-ІІІ ступеня [Архівовано 13 травня 2019 у Wayback Machine.]

## Населені пункти
Сільській раді були підпорядковані населені пункти:
- с. Завадівка
- с. Коржова
- с. Маркова

## Склад ради
Рада складалася з 14 депутатів та голови.
- Голова ради:
- Секретар ради: Балацька Марія Ярославівна

### Керівний склад попередніх скликань
| Прізвище, ім'я, по батькові | Основні відомості                                                 | Дата обрання | Дата звільнення |
| --------------------------- | ----------------------------------------------------------------- | ------------ | --------------- |
| Метанчук Михайло Васильович | Сільський голова, 1947 року народження, безпартійний              | 26.03.2006   | 31.10.2010      |
| Садівський Микола Артурович | Сільський голова, 1966 року народження, освіта вища, безпартійний | 31.10.2010   | 19.06.2014      |

Примітка: таблиця складена за даними сайту Верховної Ради України

### Депутати
За результатами місцевих виборів 2010 року депутатами ради стали:

#### За суб'єктами висування
| Суб'єкт висування | Кількість обраних депутатів | %   |
| ----------------- | --------------------------- | --- |
| Самовисування     | 14                          | 100 |

#### За округами
| № округу | Прізвище, ім'я, по батькові       | Дата визнання обраним | Освіта             | Партійна приналежність | Відомості про обраного депутата                              |
| -------- | --------------------------------- | --------------------- | ------------------ | ---------------------- | ------------------------------------------------------------ |
| 1        | Цибульський Володимир Ігорович    | 04.11.2010            | середня            | позапартійний          | Підгаєцький ліцей, студент                                   |
| 2        | Коваль Ярослав Степанович         | 04.11.2010            | середня            | позапартійний          | тимчасово не працює                                          |
| 3        | Шевчук Марія Йосипівна            | 04.11.2010            | середня спеціальна | позапартійна           | Відпустка по догляду за дитиною до 3 років                   |
| 4        | Гудима Оксана Петрівна            | 04.11.2010            | середня спеціальна | позапартійна           | тимчасово не працює                                          |
| 5        | Балацька Марія Ярославівна        | 04.11.2010            | середня            | позапартійна           | Завадівська сільська рада, секретар                          |
| 6        | Репецький Ярослав Петрович        | 04.11.2010            | середня            | позапартійний          | Коржівський СГДК, водій                                      |
| 7        | Предко Анатолій Сергійович        | 04.11.2010            | середня            | позапартійний          | Тернопільський національний економічний університет, студент |
| 8        | Лига Володимир Семенович          | 04.11.2010            | середня            | позапартійний          | Бережанський агротехнічний інститут, студент                 |
| 9        | Кобрин Наталія Богданівна         | 23.01.2011            | середня спеціальна | позапартійна           | фельдшерсько-акушерський пункт, фельдшер                     |
| 10       | Предко Олександра Йосипівна       | 04.11.2010            | вища               | позапартійна           | тимчасово не працює                                          |
| 11       | Сердинська Марія Михайлівна       | 04.11.2010            | вища               | позапартійна           | Відпустка по догляду за дитиною до 3 років                   |
| 12       | Павельчак Іван Михайлович         | 04.11.2010            | вища               | позапартійний          | ЛНУВМ ім. Гжицького, студент                                 |
| 13       | Малярська Галина Володимирівна    | 04.11.2010            | вища               | позапартійна           | Коржівський сільський клуб, завідувачка                      |
| 14       | Садловський Володимир Миколайович | 04.11.2010            | середня            | позапартійний          | Бережанський агротехнічний інститут, студент                 |